# Bradysia malitiosa
Bradysia malitiosa är en tvåvingeart som beskrevs av Hans-Georg Rudzinski 1996. Bradysia malitiosa ingår i släktet Bradysia och familjen sorgmyggor.
Artens utbredningsområde är Turkiet. Inga underarter finns listade i Catalogue of Life.